# Hélio Silva
Hélio de Oliveira e Silva (Rio de Janeiro, 25 de maio de 1926) é um nadador brasileiro, que participou de uma edição dos Jogos Olímpicos pelo Brasil.

## Trajetória esportiva
Nas Olimpíadas de 1948, em Londres, nadou os 100 metros costas, não chegando à final da prova.